# Eugénio Lopes
Eugénio Lopes (nascido em 22 de janeiro de 1929) é um atleta português. Ele competiu no triplo salto masculino nos Jogos Olímpicos de Verão de 1952.